# Victoria Glendinning
Victoria Glendinning, geboren als Victoria Seebohm, CBE (Sheffield, 23 april 1937) is een Brits schrijfster van biografieën en romans en literatuurcritica. Ze is voorzitter van de Engelse afdeling van de PEN-club en vicepresident van de Royal Society of Literature.
Gelndinning groeide op in York en studeerde aan Somerville College, Oxford. Daar trouwde ze in haar tweede jaar met haar docent Spaanse letterkunde, Nigel Glendinning. Met hem kreeg ze vier kinderen. Glendinning is als biografe vooral bekend van haar werk over Vita Sackville-West en haar biografie van Leonard Woolf.